# فلای جامائیکا ایرویز
فلای جامائیکا ایرویز (به انگلیسی: Fly Jamaica Airways) یک شرکت هواپیمایی با کد یاتا OJ است که در ۱ سپتامبر ۲۰۱۱ میلادی تأسیس شده و در ۱۴ فوریه ۲۰۱۳ فعالیتش را آغاز کرده‌است. دفتر مرکزی فلای جامائیکا ایرویز در کینگستون، جامائیکا واقع شده‌است و قطب این شرکت هواپیمایی در فرودگاه بین‌المللی نورمن مانلی قرار دارد و به ۴ مقصد، پرواز انجام می‌دهد.